# Бернгард фон Бюлов
Граф (з 1905 року — князь) Бернгард Генріх Карл Мартін фон Бюлов (3 травня 1849, Кляйн-Флоттбек, Гамбург — 28 жовтня 1929, Рим) — німецький державний і політичний діяч, статс-секретар (міністр) зовнішньої політики (1897–1900), рейхсканцлер Німецької імперії (17 жовтня 1900 по 14 липня 1909, граф, князь (з 1905).

## Сім'я та походження

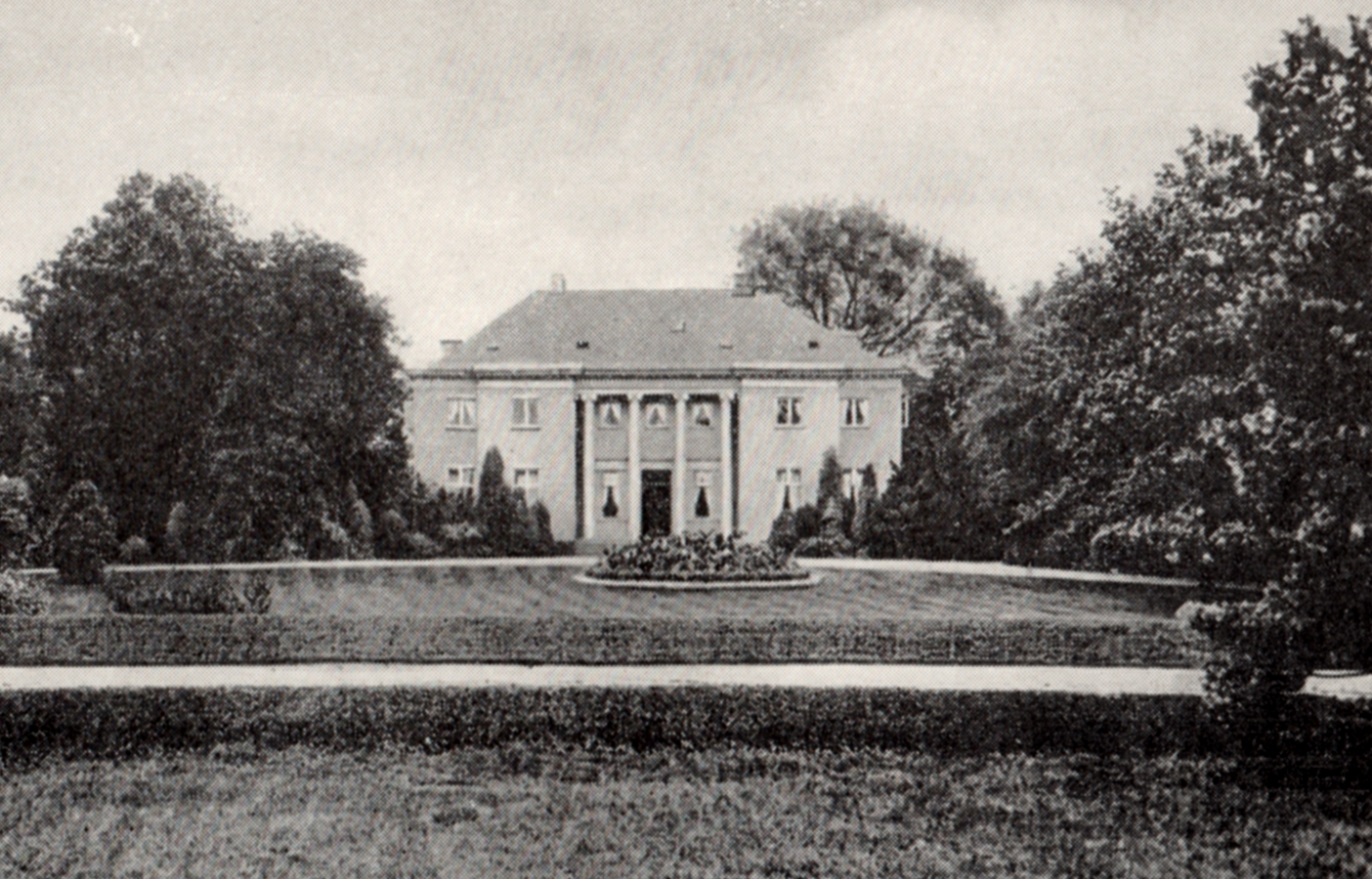
Місце народження канцлера Бернгарда фон Бюлова в Кляйн-Флоттбеку.

Бернхард фон Бюлов походив із дворянської родини, в якій багато представників служили німецьким монархам як вищі чиновники та дипломати. Він був сином Бернхарда Ерста фон Бюлова, вихідця з кіл мекленбургської знаті, який займав високі державні посади у Данії та Німеччині, зокрема був міністром закордонних справ в уряді Отто фон Бісмарка, та Вікторини Луїзи, доньки гамбурзького купця. Його прадід по батьківській лінії, Йоахім Бернхард фон Бюлов був великим маршалом при дворі Мекленбург-Шверіна, дід Адольф фон Бюло був на службі у данського короля Фрідріха VI в Міністерстві фінансів Його дядько, дядько Генріх фон Бюлов був послом Пруссії в Англії з 1827 по 1840 роки, а брат Карл Ульріх фон Бюло, був кавалерійським офіцером у Першій світовій війні, учасником атаки Льєжа в серпні 1914 року. Мати німецького діяча була донькою, як вже згадувалося вище, Йоганна Вільгельма Рюккера (1791—1847), великого торговця в Гамбурзі, який також служив консулом короля Данії, а його прабабуся Емілія Дженіш (1790–1864), в свою чергу, дочка Мартіна Йоганна Дженіша, сенатором від міста Гамбурга. Родина Дженіш була однією з найбагатших сімей міста у 1827 році з передбачуваними статками в 11000000 марок. Майбутній канцлер Німеччини був первістком у своїй родині, а тому отримав ім'я батька. Пізніше у нього народилися брати Адольф (1850) та Альфред (1851).

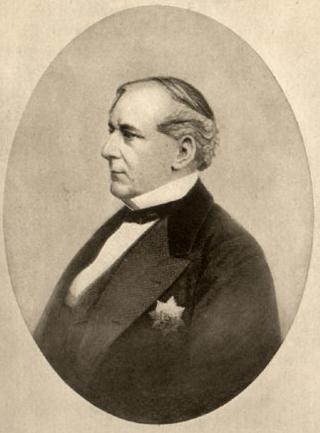
Бернгард Ернст фон Бюлов, батько майбутнього рейхсканцлера.

## Дитячі та молоді роки
Сім'я фон Бюло переїхала у Франкфурт-на-Майні у будинок Карла Вільгельма фон Ротшильда, після призначення батька представником герцогства Гольштейна і Лауенбурга до Франкфуртського паламенту, оскільки ці два герцогства стати частиною данської корони. Після служби Фредеріку VII, Ернст фон Бюло працює на короля Кристіана IX. Сім'я є так довго на службі королівської сім'ї Данії. Саме в цій космополітичної середовищі, яка росте Бернхард фон Бюло часто треться дітей короля Данії Castle Rumpenheim10 більшість з яких буде займати престоли Європи за образом Дагмар, майбутня дружина Олександра III Росії, Олександра, майбутня дружина Едуарда VII Сполученого Королівства та Вільям, майбутньому Джордж I з Grèce11.
Бюло пізніше пояснював своє прекрасне розуміння англійської та французької мов, оволодівши ними ще змалечку від французьких та англійських гувернанток. Його батько говорив французькою мовою, у той час як його мати говорила по-англійськи, що було притаманним для тогочасного гамбургзького суспільства.

## Нагороди

### Німецька імперія

#### Прусське королівство
- Орден Святого Йоанна (Бранденбург)
  - почесний лицар (23 серпня 1880)
  - лицар справедливості (1898)
- Орден Червоного орла
  - 3-го класу (18 січня 1886)
  - 1-го класу з дубовим листям (6 лютого 1898)
  - великий хрест
- Орден Чорного орла з ланцюгом і діамантами
- Королівський орден дому Гогенцоллернів, великий командорський хрест
- Орден Корони (Пруссія) 1-го класу
- Медаль «За вислугу років у ландвері» (Пруссія) 1-го класу
- Почесний член Прусської академії наук
- Почесний доктор Кенгісберзького і Мюнстерського університетів

#### Саксонське королівство
- Орден Альберта (Саксонія), великий хрест із золотою зіркою та срібною короною (1890)
- Орден Рутової корони (1900)

#### Баварське королівство
- Орден «За заслуги» Баварської корони, великий хрест (1897)
- Орден Святого Губерта (1900)

#### Велике герцогство Баденське
- Орден Церінгенського лева, великий хрест з дубовим листям (1897)
- Орден Вірності (Баден) (1900)

#### Вюртемберзьке королівство
- Орден Фрідріха (Вюртемберг), великий хрест з короною (1899)
- Орден Вюртемберзької корони, великий хрест (1900)

#### Велике герцогство Гессенське
- Орден Філіппа Великодушного, великий хрест (23 березня 1900)
- Орден Людвіга (Гессен), великий хрест (21 грудня 1900)

#### Мекленбург
- Орден Вендської корони, великий хрест із золотою короною
- Орден Грифона, великий хрест
- Хрест «За заслуги у війні» (Мекленбург-Стреліц)

#### Інші країни
- Орден Білого Сокола, великий хрест (Велике герцогство Саксен-Веймар-Айзенаське; 1895)
- Орден Генріха Лева, великий хрест (Брауншвейзьке герцогство; 1902)
- Орден Альберта Ведмедя, великий хрест (Ангальтське герцогство)

### Австро-Угорщина
- Орден Залізної Корони 3-го класу (1878)
- Орден Леопольда (Австрія), великий хрест (1897)
- Королівський угорський орден Святого Стефана, великий хрест з діамантами
  - орден (1900)
  - діаманти (1908)

### Іспанія
- Орден Ізабелли Католички, великий хрест (1883)
- Орден Карлоса III, великий хрест з ланцюгом (3 липня 1889)
- Орден Золотого руна (23 листопада 1905)

### Італійське королівство
- Вищий орден Святого Благовіщення (28 серпня 1902)
- Орден Святих Маврикія та Лазаря, великий хрест (28 серпня 1902)
- Орден Корони Італії, великий хрест (28 серпня 1902)

### Франція
- Орден Почесного легіону, великий офіцерський хрест
- Орден Слави (Туніс), великий офіцерський хрест

### Османська імперія
- Орден Пошани (Османська імперія)
- Орден Слави (Османська імперія)
- Орден «Османіє» 1-го класу з дубовим листям
- Орден Меджида 1-го класу з дубовим листям
- Золота і срібна медаль «Імтияз»

### Каджарський Іран
- Орден Аквдас 2-го класу
- Орден Лева і Сонця 2-го класу

### Румунське королівство
- Орден Зірки Румунії, великий хрест
- Орден Корони Румунії, великий хрест
- Орден Кароля I з ланцюгом

### Інші країни
- Королівський Вікторіанський орден, почесний великий хрест (Британська імперія; 23 листопада 1899)
- Орден Андрія Первозванного з алмазами (Російська імперія; вересень 1901)
- Орден Слона (Данія; 19 листопада 1906)
- Орден Святого Олафа, великий хрест (Норвегія; 15 грудня 1906)
- Орден Серафимів (Швеція; 6 червня 1908)
- Орден Леопольда I, велика стрічка (Бельгія)
- Орден «Святий Олександр», великий хрест з діамантами (Болгарське царство)
- Орден Зірки Ефіопії, великий хреста
- Орден Спасителя, великий хрест (Грецьке королівство)
- Орден Квітів павловнії (Японська імперія)
- Орден Святого Карла (Монако), великий хрест
- Орден князя Данила I, великий хрест (Князівство Чорногорія)
- Орден Нідерландського лева, великий хрест
- Орден Вежі й Меча, великий хрест з ланцюгом (Португалія)
- Орден Подвійного дракона 1-го ступеня, 3-й клас (Цінський Китай)
- Орден Білого орла (Сербія), великий хрест
- Орден Білого слона, великий хрест (Сіам)